# Enoden série 2000
Pour les articles homonymes, voir Serie 2000 (homonymie).
La série 2000 (2000系, 2000-kei) (2000けいでんしゃ/2000 keidensha ou 2000系電車) est un type de rames automotrices électrique (EMU), utilisées pour les services de banlieue , introduit en 1990 par le Chemin de fer électrique d’Enoshima dans le Shōnan, et toujours exploité par Enoden en tant que filiale d'Odakyū dans le grand Tokyo.

## Histoire
De 1990 à 1992 , un total de 6 voitures, soit 3 trains de 2 voitures ont été produites par Tokyu Car Manufacturing (actuel J-TREC) pour remplacer la série 600 vieillissante , qui ne pouvait pas être exploitée en unité multiple (soit 4 voitures). Depuis que l'amélioration des performances a été établie avec la formation 1501/1502 de type 1000, il a été décidé de poursuivre l'amélioration du service aux passagers , et la politique de conception y compris est la suivante.
- Amélioration de l'opérabilité et du confort : Améliorez l'opérabilité de l'équipage et le confort des passagers et de l'équipage.
- Réduction de poids et économie d'énergie : La réduction de poids et l'économie d'énergie sont obtenues en adoptant de l'acier inoxydable pour le corps et les pièces de consolidation.
- Économie d'entretien : travail pour réduire l'entretien en standardisant les pièces et en utilisant de l'acier inoxydable.
- Amélioration du service : Améliorer le service pour répondre aux besoins diversifiés des passagers.

## Description

### Exterieur
Le nez dispose d' une seule grande vitre qui permet une vue dégagée, la largeur et la hauteur des vitres latérales et des portes passagers, ainsi que la hauteur du plafond intérieur, sont plus grandes que celles des véhicules précédents. La carrosserie de la voiture a un châssis à base d' acier inoxydable comme contre-mesure contre les dommages causés par le sel.La plaque extérieure de la carrosserie du nez est en acier inoxydable, et les plaques de carrosserie latérales sont en tôle d'acier résistant aux intempéries . De plus, les propres limites de construction d'Enoden et les caractéristiques du matériel roulant ont été établies conformément à la production de ce type .Les trains sont accouplables entre eux et avec les modèles précédents. De plus, les vitres latérales ont été élargies de la largeur de 1 020 mm et de la hauteur de 850 mm à 1 050 mm et 950 mm de la série 1000, et la porte d'embarquement a été agrandie de 1 000 mm à 1 200 mm de largeur pour raccourcir les temps d'embarquement et de descente .
Les trains 2001 et 2002 sont équipés d' un garde-obstacles dès la fabrication. Le train de 2003 n'était pas installé au moment de la fabrication, et n'avait pas été installé depuis longtemps en raison de la partie montage, mais a été installé lors du renouvellement décrit plus loin.

### Intérieur
Dans l'habitacle, un siège longitudinal d'une largeur de 430 mm par personne est placé entre les deux portes, et entre la porte arrière et l'intercirculation .Un siège transversal est placé à l'extrémité des deux voitures, derrière la cabine de conduite, afin que vous puissiez profiter du paysage à venir. La banquette transversale peut accueillir 1 personne côté montagne et 2 personnes côté mer. Le matériau extérieur est bleu , et les accoudoirs à l'extrémité de chaque siège utilisent du bois ignifuge.
La cabine de conduite est la même que la série 1000, avec une cabine centrale et un contrôleur principal à une poignée (elle permet de gérer la puissance et le freinage avec un seul manipulateur).En plus de modifier une partie de la disposition de l'équipement, comme le déplacement de l'équipement sous le plancher, les essuie-glaces ont été agrandis en raison de la augmentation de la taille de la vitre avant . De plus, une alarme électronique a été nouvellement installée sous le plancher avant.
De plus, l'Enoden est équipé d' un dispositif d'annonce automatique de type bande YA-9012 ,pour la première fois depuis la construction de la série 500 (première génération) , et l' affichage de destination avant a une illustration qui change à chaque saison.

### Caractéristiques techniques
Les équipements roulants, etc. suivent ceux des trains 1501 et 1502 de la série 1000. C'est-à-dire que le contrôleur principal est un type de commande d'arbre à cames à résistance de type ACDF-M450-789A-M(11 étages en série, 8 étages en parallèle, 2 étages d'affaiblissement de champ, 19 étages de freinage dynamique), et le moteur principal est TDK8005- A avec un calibre de borne Courant 195 A à tension 300 V, sortie 50 kW, vitesse de rotation 1300 tr/min,avec comme transmission le système d'entraînement KD110-AM avec système d'entraînement à cardan parallèle à arbre creux à plaque flexible, tous deux fabriqués par Toyo Denki, système de freinage combiné à la production d'énergie frein, type à commande électrique. Il s'agit du HRD-1D fabriqué par Nabco (actuellement Nabtesco ) qui utilise une valve relais de type E. De plus, l'alimentation auxiliaire (le SIV) est également équipée d'un onduleur à thyristor de type booster de tension à condensateur RG403-A1-M fabriqué par Toyo Denki, qui est le même que les trains 1501 et 1502, et produit le courant pour l'éclairage, les ventilateurs, etc. pour un total de 10 kVA.
Les performances sont les mêmes que celles de la rame 1501/1502, l'accélération au démarrage est de 2,0 km/h/s, la décélération est de 3,5 km/h/s en utilisation normale, de 4,0 km/h/s en cas d'urgence, et la vitesse d'équilibre est de 60 km/h.
Les bogies sont les types TS-829A et TS-830A avec des améliorations basées sur le TS-829 (bogie mobile) et le TS-830 (bogie articulée) de la série précédente. Les amortisseurs verticaux sont les mêmes ressorts hélicoïdaux, mais au lieu de trois en parallèle, ils ont été simplifiés à deux en parallèle pour un entretien plus facile. D'autre part, deux amortisseurs horizontaux ont été ajoutés pour améliorer le confort de conduite. Le châssis du bogie a une structure en tôle d'acier soudée avec un empattement fixe de 1 650 mm, le ressort d'essieu est un bloc de caoutchouc synthétique et un ressort hélicoïdal, et le dispositif de freinage de base est un cylindre de frein à air qui agit à la fois sur un sabot de frein synthétique et un sabot de frein en fonte.
Le Type PT4827-AM, le seul pantographe en losange de châssis inférieur d'Enoden, a été adopté.
Le climatiseur utilise le Mitsubishi Electric CU77AE1 d'une capacité de 24,4 kW, qui est largement utilisé dans d'autres tramways. Ce système se compose d'un dispositif de refroidissement et d'un boîtier de commande de refroidissement montés sur le toit, et d'un boîtier de commande de démarrage monté sous le plancher. Il peut être couplé au dispositif  anti-buée à la vitre avant.

## Operations
L'exploitation commerciale a commencé le 24 avril 1990 , et il a été sélectionné au Fujisawa Urban Design Award (catégorie paysage) la même année  .
Étant donné que la formation 2003/2002 avait de bons antécédents avec l'utilisation de l'attelage court, les trois formations ont été remodelées de la même manière en 1993  . Les barrières auxiliaires des formations 2001 et 2002 ont été temporairement supprimées car elles interféraient avec l'échange de l'attelage automatique à contact étroit.
Le système d'annonce embarqué a été remplacé par le même type d'IC que la série 20 , et la même diffusion en anglais que la nouvelle série 500 a été ajoutée. De plus, l'intérieur de la porte passager était à l'origine recouvert de placage, mais maintenant il n'est pas peint.
En 2016 , la formation 2001 a été reconduite selon la série 1000 , et est opérationnelle depuis le 28 décembre. Le pantographe a été changé pour le type à bras unique adopté à partir du 10e type, la peinture a été changée en une couleur bicolore selon le nouveau type 500 II, et l'affichage de destination sous la fenêtre avant est une LED polychrome ( illustration selon la saison peut être affichée).
La moquette de siège a été changée pour un nouveau motif bleu, un espace libre (entre les portes où certains sièges ont été supprimés) et un espace pour fauteuil roulant a été nouvellement créé, et le premier grand écran à cristaux liquides embarqué d'Enoden (17,5 pouces) a été nouvellement installé. Les lumières intérieures et les phares ont été remplacés par des LED. En 2017, la rame 2002 a subi des travaux de renouvellement similaires, et fin 2018, les mêmes travaux de renouvellement ont été effectués sur la rame 2003, et les trois rames de la série 2000 ont été normalisées.
Depuis décembre 2018 , tous les trains ont été renouvelés avec une nouvelle peinture standard Enoden vert foncé + couleur crème.

## Galerie photos

### Extérieur

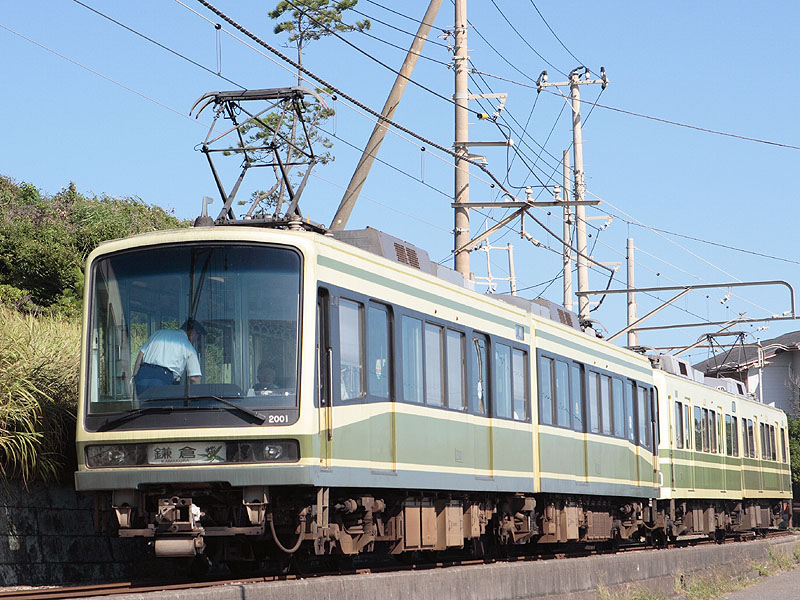
Couleur originelles
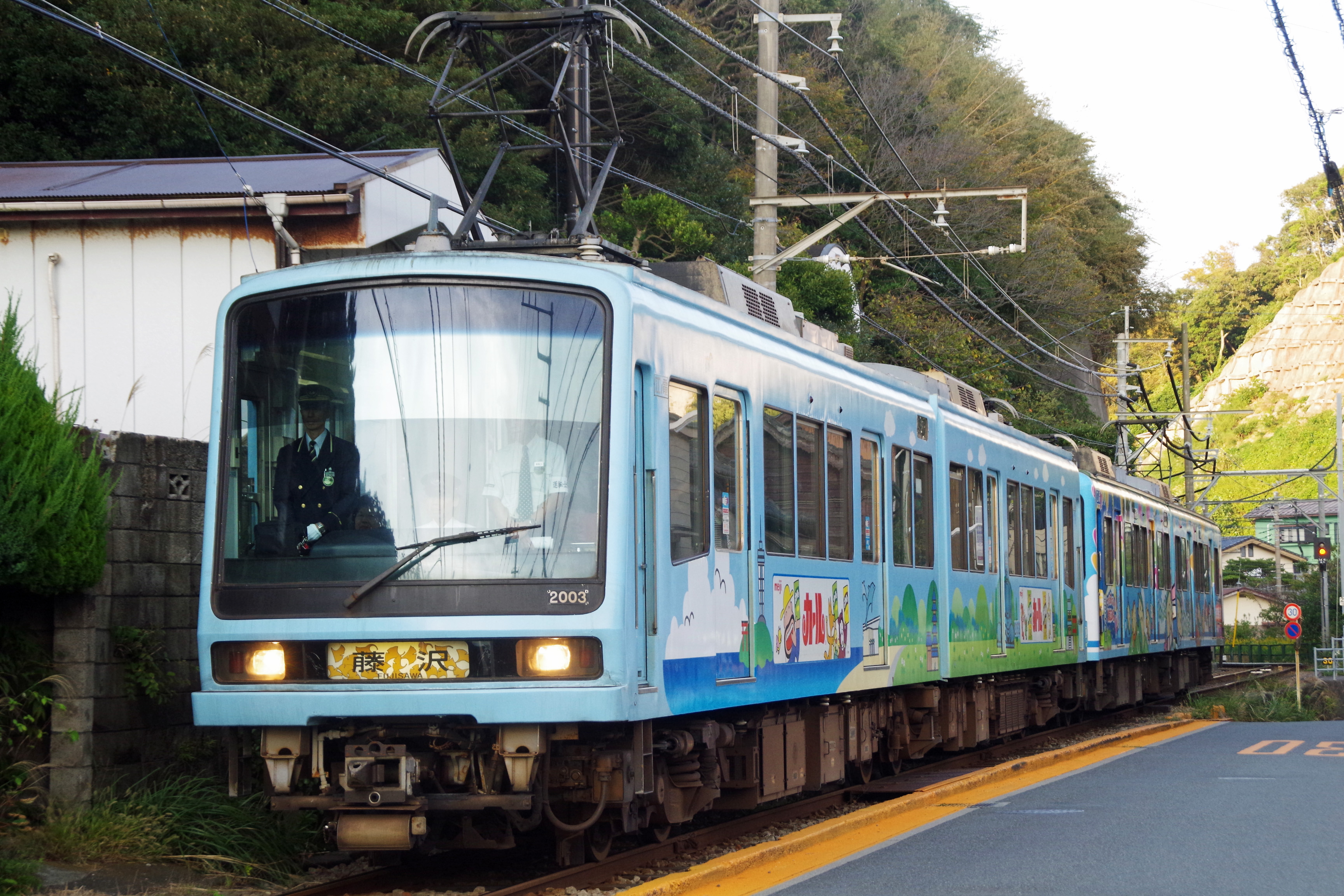
Pellicullage publicitaire en 2014
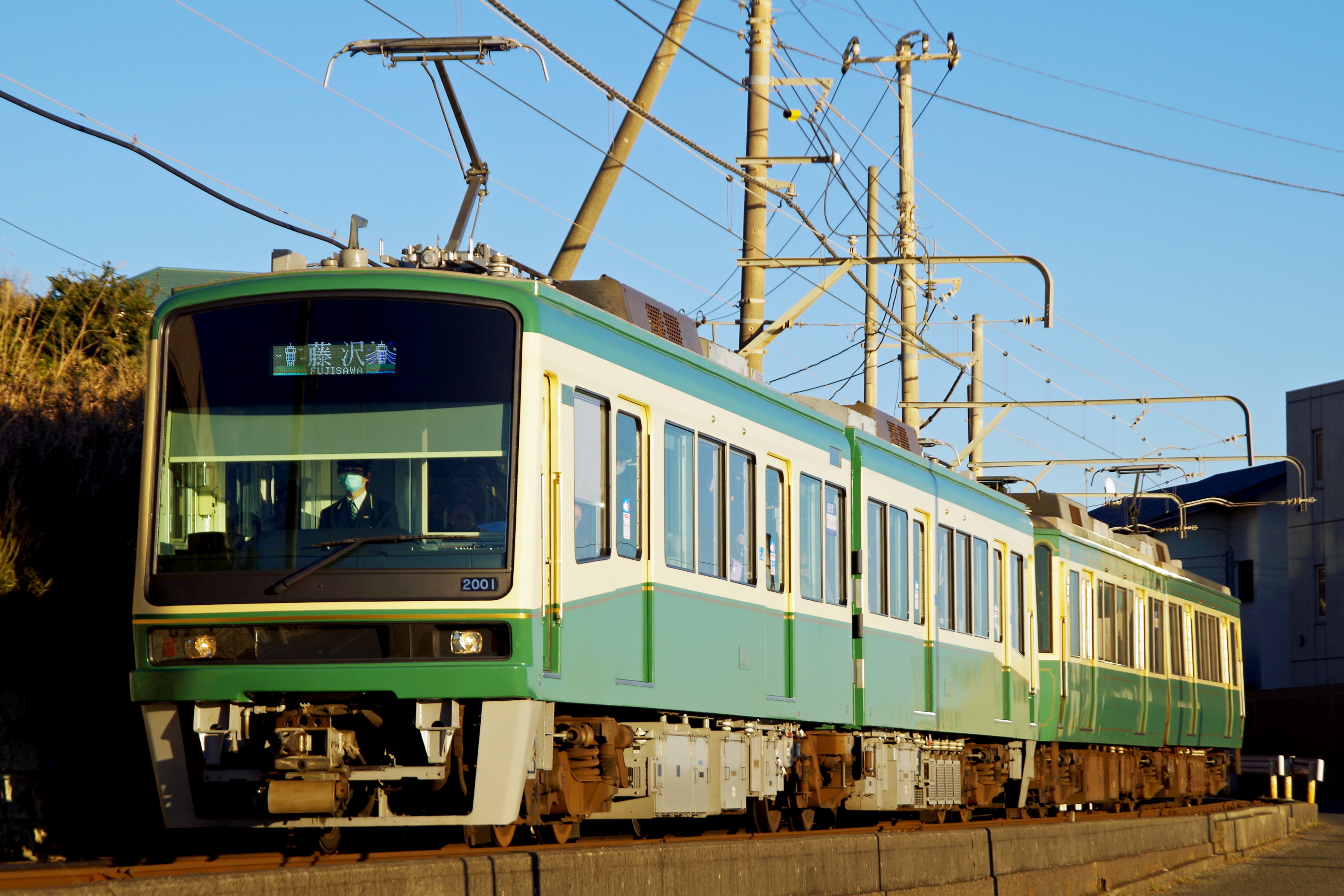
Couleur actuelle mutualisée avec le reste de la flotte (2017)